# (35011) 1981 DU2
(35011) 1981 DU2 es un asteroide perteneciente al cinturón de asteroides, descubierto el 28 de febrero de 1981 por Schelte John Bus desde el Observatorio de Siding Spring, Nueva Gales del Sur, Australia.

## Designación y nombre
Designado provisionalmente como 1981 DU2.

## Características orbitales
1981 DU2 está situado a una distancia media del Sol de 2,654 ua, pudiendo alejarse hasta 3,208 ua y acercarse hasta 2,101 ua. Su excentricidad es 0,208 y la inclinación orbital 11,87 grados. Emplea 1579,90 días en completar una órbita alrededor del Sol.

## Características físicas
La magnitud absoluta de 1981 DU2 es 15,3. Tiene 5,014 km de diámetro y su albedo se estima en 0,044. 